# إغراء (ممثلة)
إغراء (ولدت 19 فبراير 1942 م) ممثلة سورية وكاتبة ومخرجة ومنتجة، اشتَهَرت بأداء أدوار الإغراء الجريئة.

## سيرتها
اشتهرت الممثلة السورية نهاد علاء الدين المعروفة بلقب (إغراء) بأداء أدوار الإغراء الجريئة والرقص، ونالت العديد من الجوائز في مهرجانات في سوريا وخارجها، لها أكثر من أربعين فلمًا. وهي من أبرز الممثلات في السينما السورية في سبعينيات وثمانينيات القرن العشرين. كتبت إغراء سيناريوهات الكثير من الأفلام التي قامت ببطولتها وعملت في الإنتاج السينمائي. وعملت سنوات طويلة في القطاع السينمائي الخاص في سوريا، ولها بصمة واضحة في السينما السورية.

## أعمالها

### الأفلام
- نزوات امرأة
- 1959: عودة الحياة
- 1959: الحب الأخير
- 1960: الليالي الملتهبة
- 1960: الغجرية
- 1964: عقد اللولو
- 1964: بدوية في باريس
- 1967: عاريات بلا خطيئة
- 1969: غزلان
- 1971: امرأة لا تبيع الحب
- 1971: امرأة تسكن وحدها
- 1972: رحلة حب
- 1972: الفهد
- 1973: وجه آخر للحب
- 1973: عروس من دمشق
- 1973: سرب الأبطال
- 1973: المطلوب رجل واحد
- 1974: راقصة على الجراح
- 1974: خيمة كركوز
- 1974: بنات للحب
- 1974: المغامرة
- 1974: السيد التقدمي
- 1975: الحسناء وقاهر الفضاء
- 1976: أموت مرتين وأحبك
- 1977: لا تقولي وداعا للأمس
- 1977: القادمون من البحار
- 1977: الصحفية الحسناء
- 1978: عرس الأرض
- 1980: الحب المزيف
- 1981: بنات الكاراتيه
- 1982: فتيات حائرات
- 1983: مأساة فتاة شرقية
- 1983: امرأة برسم البيع
- 1984: أسرار النساء
- 1986: شاهين
- 1986: بنت شرقية
- 1987: بنات الاستعراض
- 1990: امرأة في الهاوية
- 1992: المكوك

### المسلسلات
- 1971: الجرح القديم
- 1972: الدولاب

### التأليف
قصة وسيناريو وحوار
- 1967: عاريات بلا خطيئة
- 1971: امرأة لا تبيع الحب
- 1974: راقصة على الجراح
- 1976: أموت مرتين وأحبك
- 1977: الصحفية الحسناء
- 1981: بنات الكاراتيه

### الإخراج
- 1971: امرأة لا تبيع الحب
- 1981: بنات الكاراتيه
- 1983: امرأة برسم البيع
- 1984: أسرار النساء
- 1987: بنات الاستعراض

### الإنتاج
- 1967: عاريات بلا خطيئة.
- 1971: امرأة لا تبيع الحب
- 1981: بنات الكاراتيه
- 1983: امرأة برسم البيع
- 1984: أسرار النساء

## وصلات خارجية
- إغراء على موقع IMDb (الإنجليزية)
- إغراء على موقع قاعدة بيانات الأفلام العربية